# Techniscope
Il techniscope è una variante del CinemaScope, ideata e realizzata nel 1962 negli stabilimenti italiani della Technicolor, a Roma che, insediati nel 1956, si erano già distinti nell'innovazione tecnologica - ad es. i 35mm invertibili da 100 ASA, utilizzati per le riprese delle Olimpiadi di Roma.
Il sistema si distingueva dall'originale in quanto non necessitava di lenti anamorfiche per la ripresa, permettendo di ottenere lo stesso formato mediante l'utilizzo di solo metà fotogramma, con un notevole risparmio di pellicola. L'anamorfizzazione avveniva solo in sede di sviluppo: il fotogramma veniva "stirato" verticalmente, per raggiungere le quattro perforazioni standard del cinemaScope. Consentiva l'uso di lenti a focale corta, con una conseguente maggiore profondità di campo della ripresa.
Per questa sua caratteristica, il techniscope si rivelò ideale per la realizzazione dei western. Fu utilizzato, ad esempio, per tutti i western di Sergio Leone. Il primo dei suoi molti impieghi fu in Ieri, oggi, domani di Vittorio De Sica (1963).